# Tomozuru (tàu phóng lôi Nhật)
Tomozuru (友鶴 Hữu Hạc)  là một trong bốn tàu thuộc lớp tàu phóng lôi Chidori của Hải quân Đế quốc Nhật Bản. Nó bị lật trong một cơn bão vào ngày 12 tháng 3 năm 1934, ngay sau khi hoàn thành. Sự cố này đã buộc Hải quân Nhật phải xem xét độ ổn định của tất cả các tàu đã hoàn thành gần đây, đang được xây dựng và lên kế hoạch. Nó đã được trục vớt và đưa vào phục vụ sau khi chỉnh sửa nặng. Trong Thế chiến thứ hai, Tomozuru đã chiến đấu trong cuộc xâm lược Philippines và trong chiến dịch Đông thuộc Ấn Hà Lan với cai trò là tàu hộ tống, và nó tiếp tục đóng vai trò đó trong phần còn lại của cuộc chiến.

## SựcốTomozuru
Vào tháng 2 năm 1934, Tomozuru đã tham gia Tiểu đội ngư lôi số 21 tại Sasebo.
- 01:00, Ngày 12 tháng 3 năm 1934, Tomozuru khởi hành từ Sasebo trong một cuộc tập trận ngư lôi đêm với tàu tuần dương hạng nhẹ Tatsuta và tàu phóng lôi Chidori (千鳥? Thiên Điểu).
- 03:25, Vì thời tiết mưa bão, Tatsuta ra lệnh cho hai chiếc thuyền kia trở về căn cứ.
- 03:58, Mất liên lạc vô tuyến với Tomozuru.Có thể do mất điện.
- 04:12, đèn cảu Tomozuru biến mất, có lẽ đây là khi nó bị lật úp.
- 14:05, Một chiếc máy bay cứu hộ đã phát hiện ra chiếc Tomozuru bị lật.
- 07:00, Ngày 13 tháng 3 năm 1934, Tomozuru được Tatsuta kéo trở lại Sasebo.Tất cả 100 thủy thủ đoàn hi sinh.

Mức độ thiếu cân bằng của chiếc Chidori nảy sinh từ những nỗ lực của Nhật Bản nhằm ăn gian các hiệp ước hải quân khác nhau. Họ đã thiết kế những chiếc tàu nhỏ khoảng 600 tấn, nhưng trang bị vũ khí của tàu khu trục có trọng tải gấp đôi. Trọng lượng đã được tiết kiệm bằng cách dùng vật liệu nhẹ hơn nhưng hệ thống súng vẫn quá phức tạp và nặng nề. Sau khi hạ thủy của tàu dẫn đầu, tâm trọng lực cao của nó - thậm chí cao hơn dự kiến - đã được ghi nhận và một số nỗ lực khắc phục điều này được thực hiện. Tuy nhiên, các cuộc chạy thử nghiệm trên biển tốc độ cao cho thấy nó không ổn định dẫn đến những nỗ lực tiếp theo đã được thực hiện để khắc phục vấn đề bằng cách thêm phình vào thân tàu. Cuối cùng, Chidori làm hài lòng các giám khảo và nó đã được đưa vào hoạt động và việc đóng các tàu trong lớp, bao gồm Tomozuru, đã được tiến hành. Vào thời điểm tai nạn, Tomozuru mang theo rất it nhu yếu phẩm như nhiên liệu hoặc nước mà đáng lẽ làm đồ dằn và hạ thấp trọng tâm của nó. Mặt khác, đạn dược đã được nạp đầy đủ làm tình hình tồi tệ hơn đáng kể so với các cuộc thử nghiệm trên biển của nó.

### Hậu quả
Nguyên nhân làm Tomozuru bị lật là do chiều cao trung tâm thấp. Hải quân Nhật đã thành lập một ủy ban và kiểm tra độ ổn định của tất cả các tàu. Kết quả của việc kiểm tra, Hải quân Nhật đã phát hiện ra sự thiếu hiệu suất lăn, trong số nhiều vấn đề khác, trong các tàu sau:
- Tàu sân bay: Ryūjō
- Tàu tuần dương: lớp Mogami
- Tàu khu trục: các lớp Fubuki, Akatsuki và Hatsuharu
- Tàu tiếp nhiên liệu tàu ngầm: Taigei
- Tàu rải mìn: Yaeyama, Shirataka, Itsukushima và các lớp   Natsushima và   Tsubame
- Tàu quét mìn:   Số 1 và   Số 13
- Tàu săn ngầm:   Số 1

Tầm quan trọng của sự cố này là nó đã thách thức nghiêm trọng các giả định của Nhật Bản về sự ổn định của tàu chiến của họ và đã thúc đẩy một cuộc đánh giá kại lớn về thiết kế của tất cả các tàu chiến Nhật Bản. Các tàu hiện tại đã giảm cấu trúc thượng tầng và các tàu được lên kế hoạch và đang được xây dựng được thiết kế lại trong thời gian 1934-35. Cụ thể,  lớp tàu tuần dương Mogami đã bị thay đổi đáng kể.

## Hoạt động

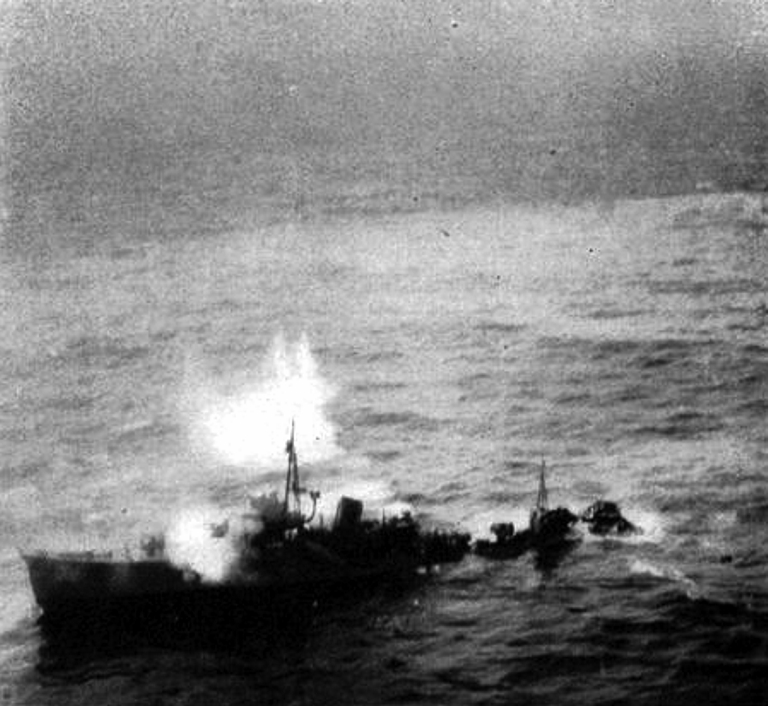
Khoảnh khắc cuối cùng của Tomozuru năm 1945

Con tàu sau đó đã được sửa chữa và đưa vào hoạt động chống lại Trung Quốc và trong Thế chiến thứ hai. Nó là một phần của lực lượng hỗ trợ hải quân cho cuộc xâm lược New Guinea thuộc Hà Lan vào tháng 4 năm 1942 và có mặt ở Eo biển Banda vào tháng 7 năm 1942.
Trong chiến tranh, súng phía sau đã được mang lên bờ và thay thế bằng súng mẫu 96 25mm. Tổng cộng mười khẩu này đã được mang theo vào cuối chiến tranh. Số lượng thùng nổ sâu mang theo cũng được tăng lên trong suốt cuộc chiến lên đến 48 quả.
Tomozuru bị đánh chìm tại Okinawa vào ngày 24 tháng 3 năm 1945 bởi máy bay của tàu sân bay Hoa Kỳ.